# ملعب لاس هاغيوراس
ملعب لاس هاغيوراس (بالإنجليزية: Estadio Las Higueras)‏ هو ملعب كرة قدم يقع في تالكاهوانو، تشيلي، يتسع لـ 10,000 متفرج.

## التاريخ
بدأ بناء الملعب في 1960 وافتتح في 25 نوفمبر 1961. تم هدم هذا الملعب في 2008.